# Autostrada A32 (Niemcy)
Autostrada A32 (niem. Bundesautobahn 32 (BAB 32), Autobahn 32 (A32)) – niezrealizowany projekt niemieckiej autostrady relacji Schwarmstedt–Celle–Wolfsburg–granica niemiecko-niemiecka. Granicę z Niemiecką Republiką Demokratyczną miała przekraczać na północ od Helmstedt.

## Opis przebiegu
Swój przebieg miała rozpoczynać na węźle Schwarmstedt z autostradą A7, dalej biec śladem drogi federalnej B214 na wschód do Celle. Autostrada miała omijać miasto od północy i wschodu, krzyżując się z A37. Dalej jej przebieg miał kształtować się równolegle do rzeki Aller, którą miała przekraczać na wysokości Wolfsburga. W pobliżu tego miasta przewidziany był węzeł z A39. Przejście graniczne z NRD miało znajdować się między Helmstedt a Oebisfelde.